# Кубинско-советские отношения
Советско-кубинские отношения — международные отношения между СССР и Кубой.

## История

### 1942—1958
После нападения стран «оси» на СССР на Кубе развернулась кампания помощи СССР. 24 июля 1941 года в Гаване прошла 40-тысячная демонстрация в поддержку СССР и была проведена конференция, принявшая резолюцию о отправке в СССР 40 тысяч мешков сахара, 1 млн сигар и иной возможной помощи. В дальнейшем, в стране были созданы более 100 комитетов помощи СССР. В июне 1942 года демократические, рабочие и профсоюзные организации Кубы собрали и отправили в дар СССР 110 тонн товаров (кофе, табак, сигареты, мыло, кожа для сапог и др.). В Красной Армии сражались кубинские интернационалисты Альдо Виво (погиб на невском пятачке) и Энрике Вилар (в Красной Армии с апреля 1942 года, командир взвода, погиб 30 января 1945 года в бою за Фюрстенау).
Дипломатические отношения установлены в октябре 1942 года. Первым советским послом на Кубе (одновременно посол СССР в США) стал М. М. Литвинов.
Первые послевоенные годы двусторонние отношения складывались позитивно — некоторые проживающие на острове эмигранты из России приняли советское гражданство, выходил на испанском языке журнал «Куба и СССР», действовал Кубино-советский институт по культурному обмену. Однако с началом холодной войны отношения двух стран ухудшились — 28 мая 1949 года были арестованы 11 советских граждан, которые были членами дружественного СССР Украинско-белорусского комитета, а с ними ещё 11 кубинцев.
20 января 1951 года министр торговли Хосе Р. Андреу потребовал запретить экспорт и реэкспорт в СССР и страны, находящиеся под его влиянием всех видов сырья, продукции и товаров — «во имя защиты и сохранения принципов демократии». 23 июля 1951 года Ф. Батиста утвердил это решение.
10 марта 1952 Фульхенсио Батиста совершил государственный переворот и пришёл к власти в стране. В том же 1952 году СССР разорвал с Кубой дипломатические отношения.
Также Батиста запретил деятельность коммунистической партии Кубы (что вызвало симпатии у властей США и недовольство в СССР).

### 1959—1991

Комбайны «СКГ-3» Хабаровского завода «Дальдизель» перед отправкой на Кубу. Хабаровск, 1962 год. Фото Н. Суровцева, РГАКФД

После победы Кубинской революции в январе 1959 года США прекратили сотрудничество с новым кубинским правительством и стремились воспрепятствовать получению Кубой помощи из других источников. Власти США ввели санкции против Кубы.
В 1960 году дипломатические отношения между СССР и Кубой были восстановлены. Поставки продукции военного назначения и оказание технического содействия из СССР начались в 1960 году и осуществлялись до 1990 года.
Отношение советского руководства к новому кубинскому правительству оставалось неопределённым до тех пор, пока США не попытались силой свергнуть Кастро в апреле 1961 в ходе провалившейся операции в заливе Кочинос.
В мае 1961 Фидель Кастро открыто провозгласил, что Куба пойдёт по социалистическому пути развития. Это резко изменило отношение руководства СССР к Кубе. На Остров отправились советские инженеры, военные специалисты и оружие, чтобы предотвратить повторение интервенции США.
В 1962 состоялся визит Рауля Кастро в СССР, где он встретился с Никитой Хрущёвым. Они договорились о том, что чтобы наверняка обезопасить Кубу от американской агрессии, следует разместить на острове советские ракеты средней дальности. 14 октября американцы обнаружили развертывание советского ядерного оружия на Кубе и начался Карибский кризис. В обмен на демонтаж аналогичных американских ракет в Турции и гарантии ненападения на Кубу Хрущёв согласился вернуть ракеты в Советский Союз.
После этого случая прежний энтузиазм в отношениях между Кубой и Советским Союзом пропал, так как решение вывести ракеты с Кубы было принято Хрущёвым единолично без всяких консультаций с Кастро.
В начале 1974 года на Кубу совершил поездку Л. И. Брежнев.

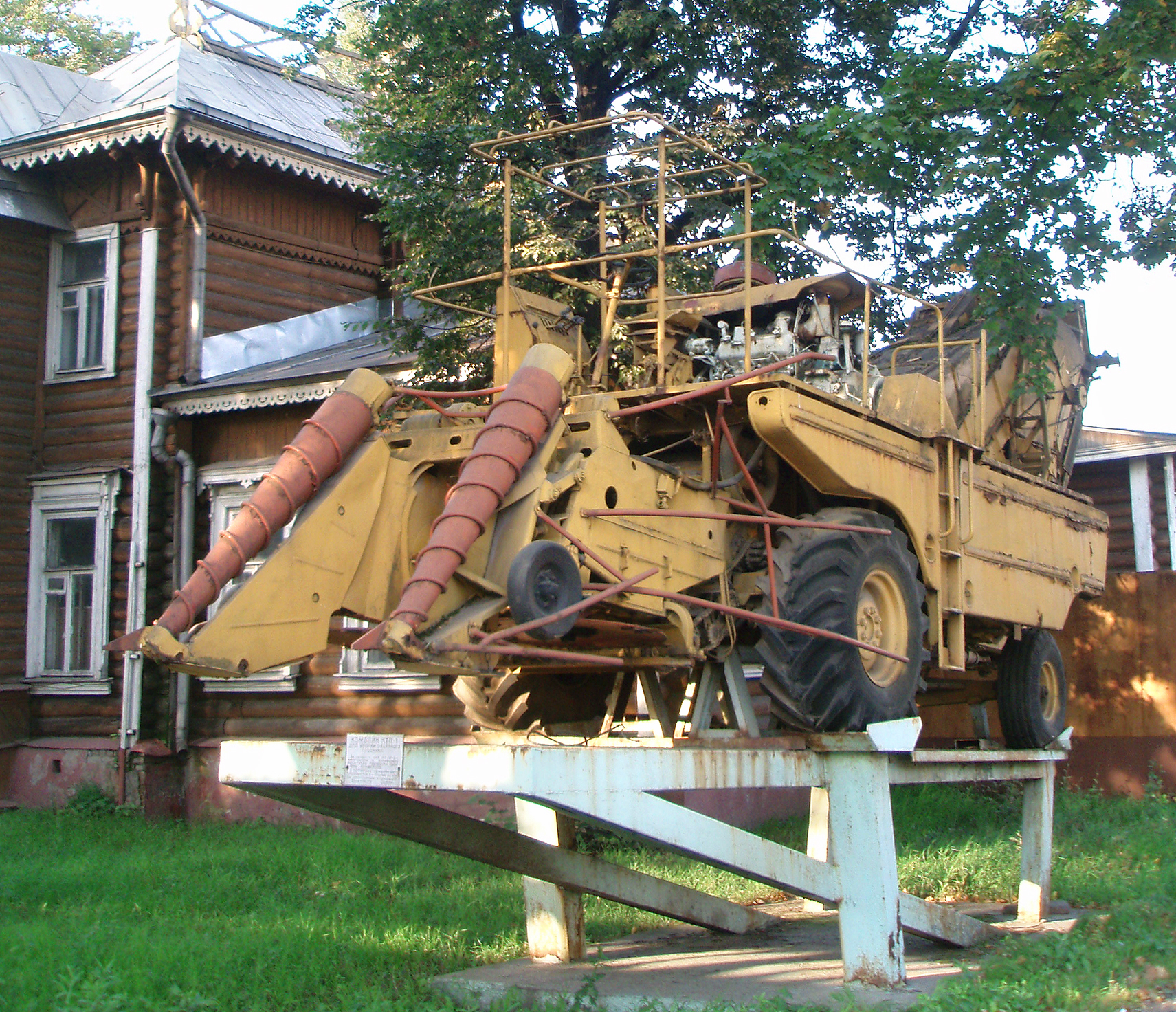
Комбайн для уборки сахарного тростника. Разработан в начале 1970-х годов на люберецком заводе сельхозмашиностроения

До своего распада СССР, тем не менее, активно помогал Кубе. На острове работали тысячи советских специалистов во всех отраслях. Особого прогресса удалось добиться в области медицины, кубинские врачи по сей день считаются одними из самых квалифицированных в мире.
За помощь Советского Союза Куба расплачивалась, как правило, сахаром — основной статьёй экспорта[уточнить].
В 1988 году планировался визит М. С. Горбачёва, который был перенесён на апрель 1989 года из-за землетрясения в Армении.
В 1989 году у СССР начались проблемы в экономике, поэтому одним из результатов визита было серьёзное сокращение помощи республики Куба, а также был поднят вопрос задолженности Кубы Советскому Союзу. Во время визита М. С. Горбачёва на Кубу в апреле 1989 года, на пресс-конференции, которая проходила недалеко от Гаваны на территории «Экспо-Куба» канадским корреспондентом был задан вопрос о наличии ВС СССР на Кубе, на что генеральный секретарь ЦК КПСС ответил: «На Кубе нет советских войск! Есть только советские военные специалисты-офицеры, которые обучают кубинских солдат.» Вплоть до 1993 года на Кубе находилась Группа советских военных специалистов на Кубе (ГСВСК) в виде мотострелковой бригады, а также частей радиоэлектронной разведки и связи. Личный состав поставлялся и осуществлял ротацию, каждые полгода, под видом сельскохозяйственных специалистов, посредством пассажирских лайнеров СССР («Иван Франко», «Дмитрий Шостакович», «Аджария», «Леонид Собинов», «Тарас Шевченко» и др.). Поэтапный вывод этой группировки начался в конце 1991 года.
После распада СССР экономическая помощь Кубе была полностью свернута властями новой России, и на острове началась гуманитарная катастрофа.

## Поставки нефти
В 1980-х гг. Советский Союз, в числе прочего сырья, поставлял на Кубу нефть. Вместо того чтобы везти нефть из СССР, государственная торговая компания
Кубы Cuba Metales договорилась со швейцарской трейдинговой компанией Marc Rich + Co о поставках соответствующего количества нефти из Венесуэлы, при этом нефть из СССР предоставлялась Marc Rich + Co по ценам ниже рыночных для последующей продажи на мировом рынке; полученная прибыль делилась между трейдером и правительством Кубы.

## Последующие события
Долг республики Куба Советскому Союзу, перешедший России как правопреемнице СССР в 2014 году был списан правительством России.

## В филателии

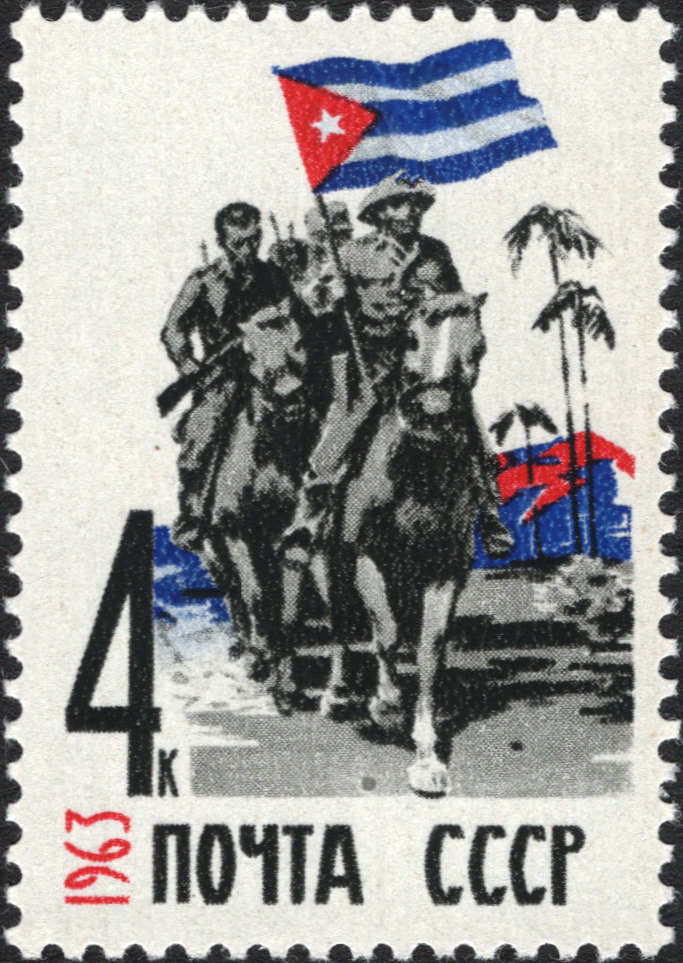
Победа Кубинской революции
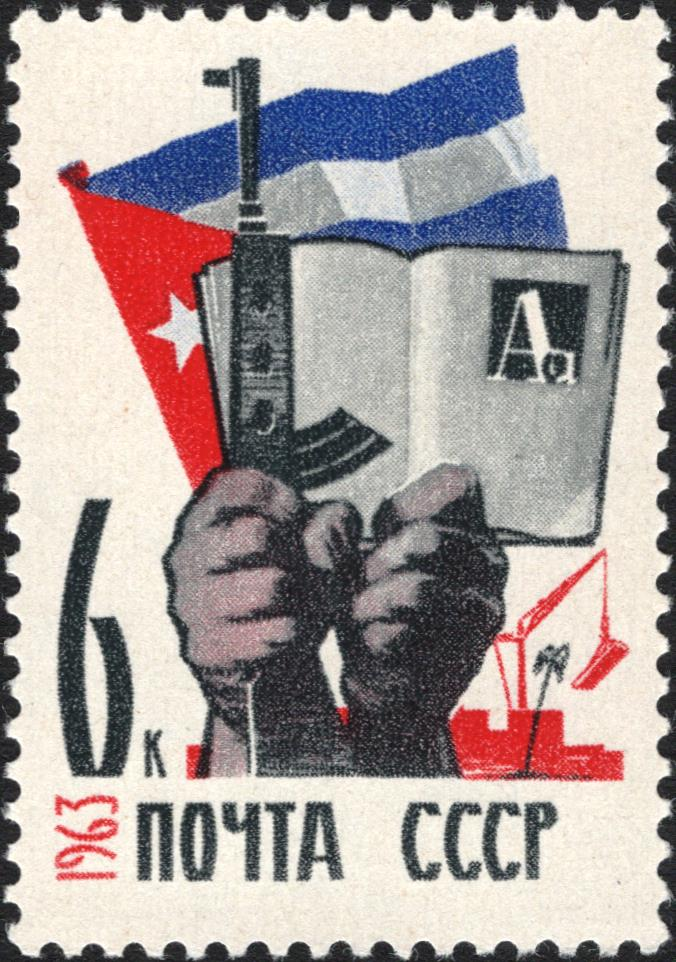
Культурная революция
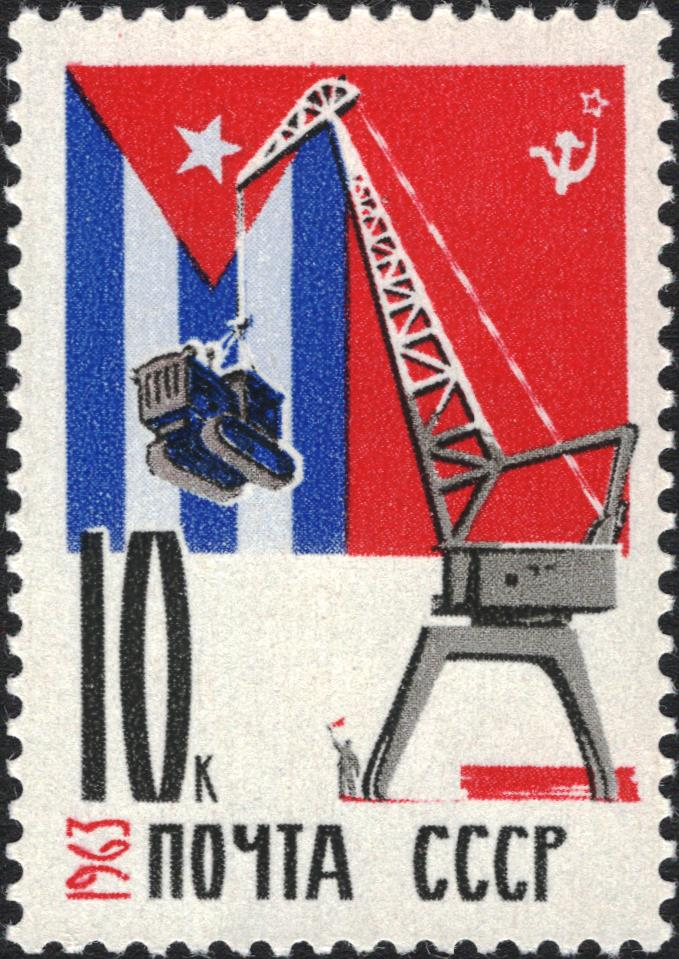
Братская Куба и СССР
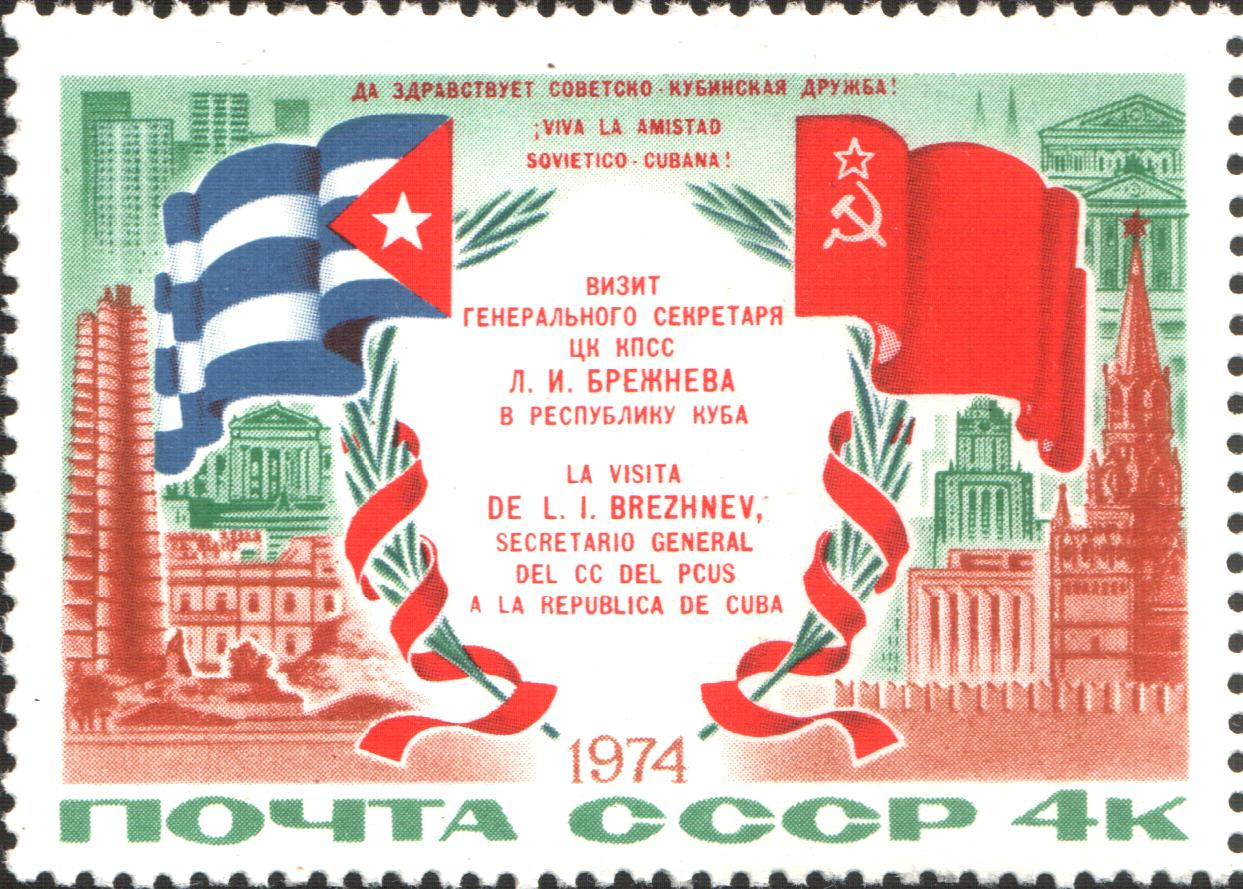
Почтовая марка СССР, 1974 год